# A Decade of Rock and Roll 1970 to 1980
| Recensione              | Giudizio        |
| ----------------------- | --------------- |
| AllMusic                | [ 3 ]           |
| Sputnikmusic            | 4.0 (Excellent) |
| Dizionario del Pop-Rock | [ 5 ]           |

A Decade of Rock and Roll 1970 to 1980 è un doppio album discografico di raccolta della rock band statunitense REO Speedwagon, pubblicato dalla casa discografica Epic Records nell'aprile del 1980.
L'album raggiunse la cinquantacinquesima posizione della classifica statunitense di Billboard 200.

## Tracce
Lato A
1. Sophisticated Lady – 4:00 (Terry Luttrell, Gary Richrath, Gregg Philbin, Neal Doughty, Alan Gratzer) – Tratto dall'album: REO Speedwagon (1971)
2. Music Man – 4:33 (Kevin Cronin) – Tratto dall'album: R.E.O./T.W.O. (1972)
3. Golden Country – 6:32 (Gregg Richrath) – Tratto dall'album: R.E.O./T.W.O. (1972)
4. Son of a Poor Man – 3:50 (Gary Richrath) – Tratto dall'album: Ridin' the Storm Out (1973)
5. Lost in a Dream – 3:45 (Mike Murphy, Bruce Hall) – Tratto dall'album: Lost in a Dream (1974)

Lato B
1. Reelin' – 4:26 (Mike Murphy) – Tratto dall'album: This Time We Mean It (1975)
2. Keep Pushin' – 3:56 (Kevin Cronin) – Tratto dall'album: R.E.O. (1976)
3. (I Believe) Our Time Is Gonna Come – 5:00 (Kevin Cronin) – Tratto dall'album: R.E.O. (1976)
4. Breakaway – 3:50 (Kevin Cronin, Gary Richrath) – Tratto dall'album: R.E.O. (1976)
5. Lightning – 5:32 (Kevin Cronin, Gary Richrath) – Tratto dall'album: R.E.O. (1976)

Lato C
1. Like You Do – 6:37 (Gary Richrath) – Tratto dall'album: Live: You Get What You Play For (1977)
2. Flying Turkey Trot – 2:31 (Gary Richrath) – Tratto dall'album: Live: You Get What You Play For (1977)
3. 157 Riverside Avenue – 12:22 (Terry Luttrell, Gary Richrath, Gregg Philbin, Neal Doughty, Alan Gratzer) – Brano Live inedito, registrato durante il R.E.O. Speedwagon World Tour
4. Ridin' the Storm Out – 6:01 (Gary Richrath) – Brano Live inedito, registrato durante il R.E.O. Speedwagon World Tour

Lato D
1. Roll with the Changes – 5:35 (Kevin Cronin) – Tratto dall'album: You Can Tune a Piano, but You Can't Tuna Fish (1978)
2. Time for Me to Fly – 3:39 (Kevin Cronin) – Tratto dall'album: You Can Tune a Piano, but You Can't Tuna Fish (1978)
3. Say You Love Me or Say Goodnight – 4:56 (Gary Richrath, Kevin Cronin) – Tratto dall'album: You Can Tune a Piano, but You Can't Tuna Fish (1978)
4. Only the Strong Survive – 3:52 (Gary Richrath) – Tratto dall'album: Nine Lives (1979)
5. Back on the Road Again – 6:35 (Bruce Hall) – Tratto dall'album: Nine Lives (1979)

## Musicisti
Sophisticated Lady
- Terry Luttrell - voce solista
- Gary Richrath - chitarra
- Neal Doughty - tastiere
- Gregg Philbin - basso
- Alan Gratzer - batteria
- Paul Leka e Billy Rose II - produttori

Music Man / Golden Country
- Kevin Cronin - voce solista, chitarra
- Gary Richrath - chitarra solista
- Neal Doughty - tastiere
- Gregg Philbin - basso
- Alan Gratzer - batteria, percussioni
- Paul Leka e Billy Rose II - produttori

Son of a Poor Man
- Mike Murphy - voce solista
- Gary Richrath - chitarra
- Neal Doughty - tastiere, sintetizzatore
- Gregg Philbin - basso
- Alan Gratzer - batteria
- Guille Garcia - percussioni
- Gene Estes - percussioni
- Gloria Jones - accompagnamento vocale, coro
- Carolyn Willis - accompagnamento vocale, coro
- Oma Drake - accompagnamento vocale, coro
- Bill Halverson - produttore

Lost in a Dream
- Mike Murphy - voce solista, chitarra
- Gary Richrath - chitarra
- Neal Doughty - pianoforte elettrico
- Gregg Philbin - basso, accompagnamento vocale
- Alan Gratzer - batteria, accompagnamento vocale
- Bill Halverson - produttore

Reelin'
- Mike Murphy - pianoforte, voce
- Gary Richrath - chitarre
- Neal Doughty - organo
- Gregg Philbin - basso
- Alan Gratzer - batteria, accompagnamento vocale-coro
- Allan Blazek - produttore

Keep Pushin' / (I Believe) Our Time Is Gonna Come / Breakaway / Lightning
- Kevin Cronin - voce, chitarra ritmica
- Kevin Cronin - voce solista (brani: Keep Pushin', (I Believe) Our Time Is Gonna Come, Breakaway e Lightning)
- Gary Richrath - voce, chitarra solista
- Gary Richrath - voce solista (brano: Breakaway)
- Neal Doughty - pianoforte, organo, tastiere
- Gregg Philbin - basso
- Alan Gratzer - batteria
- John Stronach - produttore

Like You Do / Flying Turkey Trot
- Kevin Cronin - voce, chitarra ritmica
- Gary Richrath - voce, chitarra solista
- Neal Doughty - tastiere
- Gregg Philbin - basso, accompagnamento vocale-coro
- Alan Gratzer - batteria, accompagnamento vocale-coro
- John Stronach, Gary Richrath e John Henning - produttori

157 Riverside Avenue / Ridin' the Storm Out
- Gary Richrath - chitarra solista
- Kevin Cronin - voce solista, chitarra ritmica
- Neal Doughty - tastiere
- Bruce Hall - basso
- Alan Gratzer - batteria
- Kevin Beamish, Kevin Cronin e Gary Richrath - produttori

Roll with the Changes
- Kevin Cronin - voce solista, pianoforte, chitarra acustica
- Gary Richrath - chitarra solista
- Neal Doughty - organo Hammond
- Bruce Hall - basso
- Alan Gratzer - batteria
- Kevin Cronin, Gary Richrath e Paul Grupp - produttori

Time for Me to Fly
- Kevin Cronin - voce solista, chitarra ritmica
- Gary Richrath - chitarra solista
- Neal Doughty - sintetizzatore moog
- Bruce Hall - basso
- Alan Gratzer - batteria
- Kevin Cronin, Gary Richrath e Paul Grupp - produttori

Say You Love Me or Say Goodnight
- Kevin Cronin - voce solista, chitarra ritmica
- Gary Richrath - chitarra solista, chitarra ritmica
- Neal Doughty - pianoforte
- Bruce Hall - basso
- Alan Gratzer - batteria
- Lon Price - sassofono
- Kevin Cronin, Gary Richrath e Paul Grupp - produttori

Only the Strong Survive
- Gary Richrath - chitarra solista, chitarra ritmica
- Kevin Cronin - voce, chitarra ritmica
- Neal Doughty - pianoforte
- Bruce Hall - basso
- Alan Gratzer - batteria
- Kevin Cronin, Gary Richrath e Kevin Beamish - produttori

Back on the Road Again
- Bruce Hall - voce solista, basso
- Kevin Cronin - chitarra ritmica, accompagnamento vocale-coro
- Gary Richrath - chitarra solista, chitarra ritmica
- Neal Doughty - organo hammond
- Alan Gratzer - batteria, percussioni
- Kevin Cronin, Gary Richrath e Kevin Beamish - produttori

Note aggiuntive
- Kevin Beamish e REO Speedwagon - produttori compilation
- Brani remixati al Kendun Recorders, Studio D (Burbank, California)
- Jeff Sanders - mastering
- Tom Drennon Design - art[8]